# NGC 6787
NGC 6787 (другие обозначения — PGC 62987, UGC 11424, MCG 10-27-9, ZWG 302.9, IRAS19154+6019) — спиральная галактика с перемычкой (SBb) в созвездии Дракон.
Этот объект входит в число перечисленных в оригинальной редакции «Нового общего каталога».